# Силы быстрого реагирования Государственной пограничной службы Азербайджана
Силы быстрого реагирования Государственной пограничной службы Азербайджанской Республики (азерб. Azərbaycan Respublikasının Dövlət Sərhəd Xidmətinin Çevik Hərəkət Qüvvələri) — структурное подразделение Государственной пограничной службы Азербайджанской Республики, предназначенное для ведения и организации специальных операций. Командующий Силами быстрого реагирования – генерал-лейтенант Расул Тагиев.

## История

### Учения
В сентябре 2009 года Силы быстрого реагирования приняли участие в широкомасштабных оперативно-тактических учениях, проходивших под девизом «Организация пограничного розыска и проведение спасательных работ при возникновении во время охраны подразделениями ГПС Государственной границы в Каспийском море угрозы берегу, островам, нефте- и газопроводам, нефтяным платформам».
17-19 мая 2016 года на учебном полевом центре «Аггёл» с участием Сил быстрого реагирования и авиации Государственной пограничной службы Азербайджана прошли масштабные тактические учения по «предотвращению нападения сил противника, нарушающих государственную границу Азербайджанской Республики, уничтожению сил противника путём контратаки и восстановлению государственной границы». По итогам Силы быстрого реагирования и авиация Госпогранслужбы успешно выполнили боевые задачи и завершили учения.
10 августа 2018 года Силы быстрого реагирования Государственной пограничной службы совместно с Береговой охраной начали тактические боевые учения на тему «Безопасность на участке Каспийского моря, принадлежащем Азербайджанской Республике».

### Участие в боевых действиях
В конце сентября 2020 года в Нагорном Карабахе возобновились крупномасштабные боевые действия с применением танков, ВВС, летательных аппаратов и артиллерии. В боях принимали активное участие и подразделения Сил быстрого реагирования ГПС, которые участвовали в операциях по восстановлению контроля над приграничными Джебраильским, Физулинским и Зангиланскими районами. Бойцы ГПС, как отметил заместитель начальника ГПС генерал-лейтенант Ильхам Мехдиев, отличились, в частности, 1 ноября в уничтожении штурмовика Су-25 противника во время боёв за высоты близ сёл Бартаз и Шюкюратаз Зангиланского района. Информацию об этом на следующий день сообщило Министерство обороны Азербайджана. По итогам войны некоторые военнослужащие СБР были удостоены высшего звания Героя Отечественной войны. Среди них полковники Вусал Султанов и Бабек Алекперов, а также старший прапорщик Азер Юсифли.

## Руководство
К 2019 году командующим Силами быстрого реагирования был Эхрам Гаджиев. 17 июля 2021 года распоряжением президента Азербайджанской Республики Ильхама Алиева командующим Силами быстрого реагирования был назначен генерал-майор (с 2022 года — генерал-лейтенант) Расул Тагиев, а его первым заместителем и начальником штаба Сил быстрого реагирования — полковник Вусал Султанов.

## Инфраструктура
11 сентября 2019 года в воинской части Сил быстрого реагирования в городе Евлах был сдан в эксплуатацию новый спорткомплекс.

## Экипировка
Камуфляж — Amerikan A-TACS (Advanced Tactical Concealment System) — с июля 2013 года

Бойцы Сил быстрого реагирования Госпогранслужбы Азербайджана
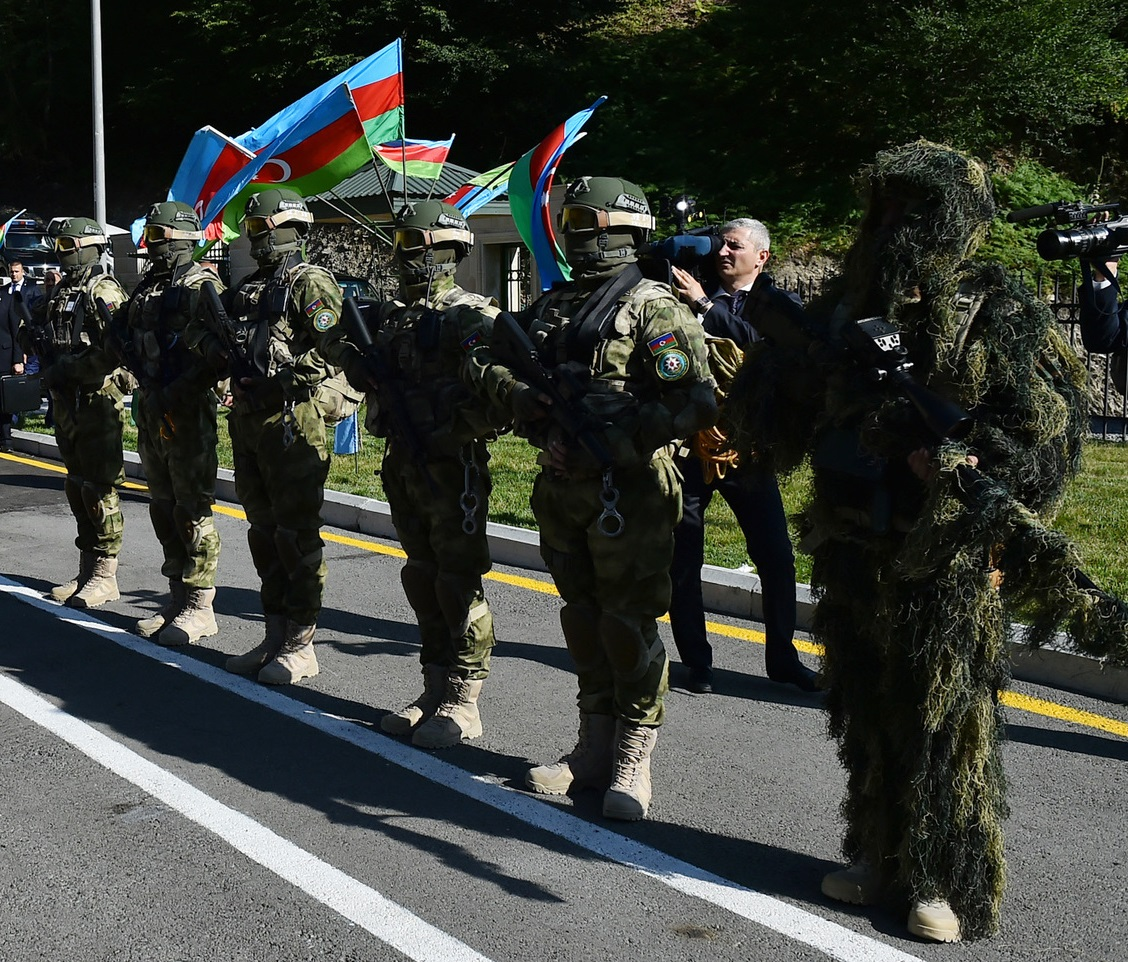
На пограничной заставе «Лаза» Шекинского погранотряда в 2016 году
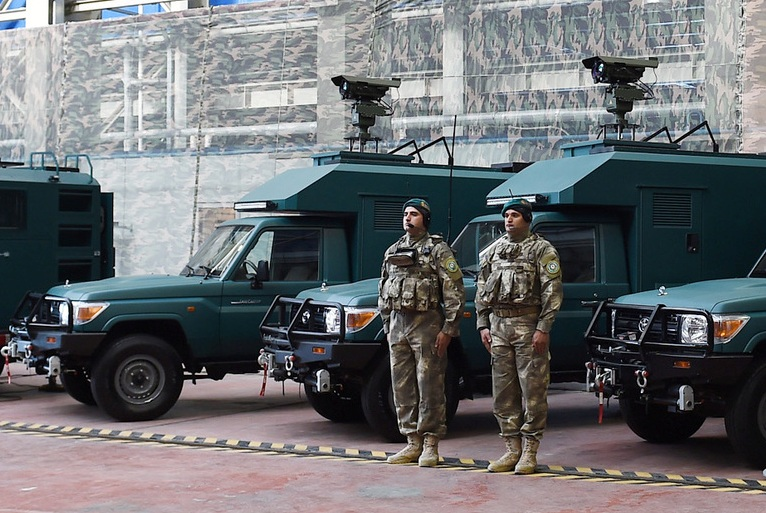
В Центре строительства и ремонта судов Береговой охраны ГПС в 2018 году